# Šime Bubica
Šime Bubica (Šibenik, 1980.) je hrvatski glumac, pjevač i kantautor, sin šibenskog glazbenika Branka Bubice.

## Životopis
Jedan je od članova poznate šibenske glazbene obitelji Bubica. Njegov otac je poznati glazbenik iz Šibenika Branko Bubica, te solist klape Maslina. Osnovnu i srednju školu završio je u rodnom Šibeniku. U Zagrebu je magistrirao glumu na Akademiji dramske umjetnosti. Pohađao je Glazbenu školu te svirao klavir i gitaru. Dugo je Bubica bio glavni spiker na šibenskom radiju Radio Ritam, te voditelj raznih manifestacija. Nakon dugo vremena odlazi u Zagreb gdje osniva mladu, više nagrađivanu klapu Teuta. U Zagrebu se počeo baviti i samostalno glazbom nakon čega ima brojne nastupe. Nastupa i na domaćim festivalima, kao što su Večeri Dalmatinske šansone, Splitski festival, Šibenska šansona, Međunarodni festival šansone Zagreb, Melodije hrvatskog juga itd., a na nekima od njih je i više puta nagrađivan. Osim pjesama koje su za njega napisali drugi autori, nastupa i sa svojim kantautorskim pjesmama, a i pjesmama za koje je sam napisao glazbu. Surađuje s brojnim cijenjenim imenima hrvatske glazbene scene, kao što su Arsen Dedić, Nenad Ninčević, Renata Sabljak, Mladen Grdović, Đani Stipaničev i brojni drugi. Njegov prvi nosač zvuka "Tko si", nazvan po pjesmi koju je za njega napisao Arsen Dedić te otpjevao s njim u duetu, izlazio je u izdanju diskografske kuće Scardona iz Zagreba. Član je Hrvatskog društva dramskih umjetnika (HDDU) i Hrvatske glazbene unije (HGU). Poznat je i kao glumac u nekim predstavama održanim u sklopu Međunarodnog dječjeg festivala u Šibeniku: u ulozi Mate Škarice u mjuziklu "Matilda" (2015.), u ulozi Oza u predstavi "Čarobnjak iz Oza" (2016.), te u ulozi cvrčka Sviralo u predstavi "Buratino" (2017.)